# 牛路水库
牛路水库，是广东省广州市从化区的一个中型水库式水力发电站。水库位于良口镇，处流溪河上游支流牛路水。水库库坝高69.8米，坝长390米，集雨面积74.89平方公里，总库容量6663万立方米。
水库于2018年开始动工，预计2025年开始蓄水。